# Peter Tin Wai
Peter Tin Wai (ur. 2 lipca 1965 w Natshinchaung) – mjanmański duchowny rzymskokatolicki, biskup diecezjalny Pyain od 2025. 

## Życiorys

### Prezbiterat
Święcenia kapłańskie przyjął 21 marca 1999 i został inkardynowany do diecezji Pyain. Uzyskał licencjat z teologii moralnej na Akademii Alfonsjańskiej w Rzymie. Pracował jako duszpasterz parafialny oraz profesor teologii moralnej w Instytucie Teologii Wyższego Seminarium Duchownego św. Józefa w Pyain, a także jako rektor Niższego Seminarium Duchownego w Pyain. W latach 2015–2017 był kanclerzem diecezji Pyain.

### Episkopat
3 grudnia 2024 papież Franciszek mianował go biskupem diecezjalnym Pyain. Sakry udzielił mu 22 lutego 2025 w Pyain metropolita Rangunu, kardynał Charles Maung Bo. 